# Michael Linhart
Michael Linhart (Ankara, 31 agosto 1958) è un diplomatico e politico austriaco, ministro degli affari esteri della Repubblica d'Austria dall'11 ottobre al 6 dicembre 2021. In precedenza, Linhart è stato Ambasciatore della Repubblica d'Austria in Francia dal 2018 al 2021 e Segretario Generale del Ministero Federale per l'Europa, l'Integrazione e gli Affari Esteridal 2013 al 2018.

## Biografia
Michael Linhart è nato nell'agosto 1958 ad Ankara, in Turchia, dove suo padre lavorava come diplomatico presso l'ambasciata austriaca. Ha frequentato la scuola superiore a Feldkirch nella sua terra del Vorarlberg e si è laureato lì nel 1976. Dal 1976 al 1977 ha completato il servizio militare nelle forze armate austriache prima di studiare legge presso le Università di Salisburgo e Vienna. Nel 1985 Linhart ha conseguito il dottorato in giurisprudenza a Vienna. Nello stesso anno ha completato la pratica legale.
Nel 1986, Michael Linhart è entrato a far parte del servizio diplomatico ed è stato prima impiegato nel Ministero degli Esteri stesso e poi nell'Ambasciata austriaca ad Addis Abeba. Nel 1988 fu inviato all'ambasciata a Damasco, dove Linhart divenne il primo segretario dell'ambasciata e vice capo dell'ambasciata. Quattro anni dopo, nel 1992, Linhart divenne consigliere e vice capo dell'ambasciata a Zagabria, dove rimase fino al 1995. Nell'agosto 1995, è stato nominato segretario personale nel suo gabinetto dall'allora ministro degli Esteri Wolfgang Schüssel, con il quale è tornato a Vienna. Dopo la nomina di Schüssel a cancelliere nel 2000, Linhart è diventato il suo consigliere personale su questioni di politica estera e allo stesso tempo nominato ambasciatore austriaco a Damasco.
Dal 2003 al 2007, ha successivamente diretto la neonata Agenzia austriaca per lo sviluppo del Ministero degli Affari Esteri come amministratore delegato. Linhart è stato nuovamente nominato ambasciatore nel 2007 ad Atene. Nel 2012, è tornato in Austria per diventare capo della Sezione Cooperazione allo Sviluppo presso il Ministero degli Affari Esteri. Il 2 dicembre 2013 è stato nominato Segretario Generale del Ministero degli Affari Esteri, il più alto funzionario del Ministero. 
Sotto il nuovo ministro degli Esteri Karin Kneissl, la nomina di Linhart a segretario generale non è stata prorogata, motivo per cui è stato sostituito in questa posizione da Johannes Peterlik il 1º giugno 2018. Nell'estate del 2018, Linhart ha successivamente assunto la carica di ambasciatore austriaco a Parigi. Ha ricoperto questo incarico diplomatico fino alla sua nomina a ministro degli Esteri della Repubblica d'Austria nell'ottobre 2021.
L'11 ottobre 2021, Linhart ha prestato giuramento davanti al presidente federale Alexander Van der Bellen come successore di Alexander Schallenberg, nominato lo stesso giorno nuovo cancelliere austriaco e propose Linhart come suo successore al Ministero degli Esteri.
Il suo primo viaggio nel nuovo incarico lo portò in Bosnia-Erzegovina tre giorni dopo il suo insediamento. 

## Vita privata
Linhart è sposato e ha tre figli. Suo fratello minore, Markus Linhart, è stato sindaco di Bregenz dal 1998 al 2020.